# Girls! Girls! Girls! (альбом)
| Оценки критиков | Оценки критиков                                                                    |
| Источник        | Оценка                                                                             |
| --------------- | ---------------------------------------------------------------------------------- |
| AllMusic        | 3,5 из 5 звёзд · 3,5 из 5 звёзд · 3,5 из 5 звёзд · 3,5 из 5 звёзд · 3,5 из 5 звёзд |

Girls! Girls! Girls! — студийный альбом Элвиса Пресли, представлявший собой саундтрек к одноимённому фильму с его участием («Девушки! Девушки! Девушки!», вышедшему на экраны в 1962 году).
Альбом поступил в продажу 9 ноября 1962 года. В США он поднялся на 3 место в альбомном чарте американского журнала «Билборд» (предшественнике теперешнего чарта Billboard 200).
По продажам в США альбом был 13 августа 1963 года Американской ассоциацией звукозаписывающих компаний сертифицирован золотым.

## История
Саундтрек записан в марте 1962 году на студии «Radio Recorders» в Голливуде, штат Калифорния. Песни «Where Do You Come From» и «I Don’t Want To» были добавлены к альбому с премьерным выпуском фильма[прояснить]. Заглавная песня, написанная Джерри Лейбером и Майком Столлером, прежде была хитом группы The Coasters, записавшей её в 1961 году. Поэтому песня была известна слушателям ещё до премьеры этого фильма с одноимённым названием. Одна из песен альбома. — «Return to Sender», — стала одним из немногих альбомных синглов Элвиса Пресли, ставших хитами.

## Список композиций
| №  | Название                         | Автор(ы)                               | {{{extra_column}}} | Длительность |
| -- | -------------------------------- | -------------------------------------- | ------------------ | ------------ |
| 1. | «Girls! Girls! Girls!»           | Jerry Leiber and Mike Stoller          | March 27, 1962     | 2:34         |
| 2. | «I Don't Wanna Be Tied»          | Bill Giant, Bernie Baum, Florence Kaye | March 28, 1962     | 2:08         |
| 3. | «Where Do You Come From»         | Ruth Bachelor and Bob Roberts          | March 27, 1962     | 2:08         |
| 4. | «I Don't Want To»                | Janice Torre and Fred Spielman         | March 26, 1962     | 2:42         |
| 5. | «We'll Be Together»              | Charles O'Curran and Dudley Brooks     | March 28, 1962     | 2:17         |
| 6. | «A Boy Like Me, A Girl Like You» | Sid Tepper and Roy C. Bennett          | March 27, 1962     | 2:20         |
| 7. | «Earth Boy»                      | Sid Tepper and Roy C. Bennett          | March 28, 1962     | 2:24         |

| №  | Название                    | Автор(ы)                               | {{{extra_column}}} | Длительность |
| -- | --------------------------- | -------------------------------------- | ------------------ | ------------ |
| 1. | «Return to Sender»          | Otis Blackwell and Winfield Scott      | March 27, 1962     | 2:09         |
| 2. | «Because of Love»           | Ruth Bachelor and Bob Roberts          | March 27, 1962     | 2:34         |
| 3. | «Thanks to the Rolling Sea» | Bill Giant, Bernie Baum, Florence Kaye | March 26, 1962     | 1:31         |
| 4. | «Song of the Shrimp»        | Sid Tepper and Roy C. Bennett          | March 27, 1962     | 2:21         |
| 5. | «The Walls Have Ears»       | Sid Tepper and Roy C. Bennett          | March 27, 1962     | 2:32         |
| 6. | «We're Comin' In Loaded»    | Otis Blackwell and Winfield Scott      | March 26, 1962     | 1:24         |

## Состав музыкантов
- Элвис Пресли — вокал
- The Jordanaires — бэк-вокал
- The Amigos — бэк-вокал
- Скотти Мур, Тини Тимбрелл, Берни Кессел — гитара
- Рэй Сигел — бас-гитара
- Дадли Брукс — фортепиано
- Бутс Рэндольф — саксофон, вибрафон
- Хэл Блейн — барабаны
- Bernie Mattinson, Гарольд Браун — ударные инструменты

Несколько дополнительных песен, записанных для фильма, оставались невыпущенными на протяжении долгого времени. Так, песня «Plantation Rock» не выпускалась до 1980-х (актёр Роб Шнайдер, являющийся большим поклонником Элвиса, исполнил эту песню на ток-шоу Late Night with Conan O’Brien в 1996 году). Песня «Mama», вошедшая в альбом-компиляцию «RCA Camden» была выпущена лишь в начале 1970-х, а песня «Dainty Little Moonbeams» только в 1990-х. Песни, исполненные Стеллой Стивенс планируются к обязательному коммерческому выпуску.